# Lovro Milanović
Fra Lovro Milanović, franjevac, sluga Božji. Rođen 1777. godine. Bio župnik u Tramošnici. Mučki ubijen 3. veljače 1807. godine od Muje Arnauta kad se uputio pomoći ispovijedati puk svome stricu fra Frani Milanoviću, župniku u Dubravama.

## Ubojstvo
Ubojica je projašio pored fra Lovre i đaka, koji je s njim putovao, šuteći, da bi zatim stao, skinuo pušku s ramena i pucao iz puške na fra Lovru, koji se pogođen srušio s konja i izdahnuo na rukama đaka, govoreći: "Miserere, mei Deus, miserere mei - Smiluj mi se Bože, smiluj mi se".
Kao razlog za ubojstvo Mujo Arnaut je naveo:  "Vallah je 'jazuk' (šteta) što sam ga ubio, ali sam to po zakonu turskom učinio, zakon bo turski hoće, da kad đaur skobi na putu Turčina, da đaur mora s konja sjašit nek se zna da je Turčin gospodar, a jer fratar nije toga učinio, morao sam ga ubiti".
Na mjestu zločina fra Lovri je na obljetnicu 200. godina od njegove pogibije, podignut spomenik. Njegov grob, koji se nalazi na turićkom groblju, hodočaste mnogi vjernici.
Otvoren je postupak kanonizacije sluge Božjega fra Lovre Milanovića, odnosno priznanje njegova mučeništva „in odium fidei“ (mržnje prema vjeri). Pokretanjem ovog postupka fra Lovro Milanović dobio je naziv „sluga Božji“.

## Vanjske poveznice
- Bosna Srebrena Obilježen dan mučeničke smrti sluge Božjega fra Lovre Milanovića u Donjoj Tramošnici